# Britt Bohlin
Britt Eva Irene Bohlin, tidigare Bohlin Olsson, ogift Johannesson, född 10 februari 1956 i Teåker i Dalskogs församling i Älvsborgs län, är en svensk politiker (socialdemokrat) och ämbetsman. Hon var riksdagsledamot 1988–2008, landshövding i Jämtlands län 2008–2013 och direktör för Nordiska rådet 2014–2021. Sedan 1 juli 2021 är hon ordförande i Trafikverkets styrelse.

## Biografi
Innan Bohlin invaldes i riksdagen arbetade hon som habiliteringsassistent. Hon var riksdagsledamot 1988–2008 för Västra Götalands läns norra valkrets (fram till 1998 Älvsborgs läns norra valkrets). Hon tjänstgjorde även som ersättare i riksdagen år 1982. I riksdagen satt hon från 1988 till 2006 i försvarsutskottet (till en början som suppleant), och var 1994–1997 utskottets vice ordförande. Hon var 2001–2008 gruppledare för Socialdemokraternas riksdagsgrupp. Hon var också ledamot i utrikesnämnden 1996–2008 samt ordförande i riksdagens valberedning 2002–2006.
Mellan 1 juni 2008 och 31 december 2013 var hon landshövding i Jämtlands län. Från 2014 till 2021 var hon direktör i Nordiska rådet.
Bohlin invaldes 1997 som ledamot av Kungliga Krigsvetenskapsakademien, men utträdde ur akademien 2005.
Bohlin har varit gift med Kent Bohlin och med statssekreteraren Sten Olsson. 1994 medverkade Bohlin i komedifilmen Yrrol. Där spelade hon sig själv som gäst i ett tv-program tillsammans med bland andra Jan Guillou.

## Övriga förtroendeuppdrag
- Ordförande i Norra Älvsborgs partidistrikt till och med 2008.
- Suppleant i Socialdemokraternas verkställande utskott 2001–2008.[8]
- Ordförande i Trafikverkets styrelse från och med 1 juli 2021 med ett förordnande fram till den 30 juni 2024.

## Priser och utmärkelser
- 2025 – Jacob Letterstedts Nordiska förtjänstmedalj[9]